# Филиал - Хасково (Тракийски университет)
Филиал Хасково на Тракийския университет (Стара Загора) е наследник на Медицинския колеж, Хасково.
Началото на Хасковското медицинско училище е поставено на 16 октомври 1950 г. с ПМС № 2389/20.08.1950 г. за обучението на медицински сестри. В своята 61-годишна история училището е преминало през преобразования, многократно e променяло статута си:
- 1958 г. Обединено медицинско училище за медицински сестри, фелдшери и акушерки
- 1975 г. Полувисш медицински институт /ПМИ)
- 1980 г. Институт за подготовка на здравни кадри със средно специално образование /ИПЗКССО)
- 1983 г. Институт за подготовка на здравни кадри със средно специално образование с УПК
- 1990 г. Полувисш медицински институт /ПМИ)
- От 1997 г. Медицински колеж в структурата на Тракийския университет

Откриването на филиал в Хасково в структурата на Тракийския университет е на основание на проект, положително оценен от Националната агенция за оценяване и акредитация съгласно протокол № 13 от 14.04.2011 г. от заседание на Акредитационния съвет.